# Sparviero (1942)
El Sparviero fue un portaaviones italiano durante la Segunda Guerra Mundial, ordenado por el estado mayor de la Armada Italiana luego de las desastrosas derrotas navales ocurridas entre 1940 y 1941, atribuidas a la falta de apoyo aéreo en los combates contra las flotas británicas.

## Historia del Sparviero

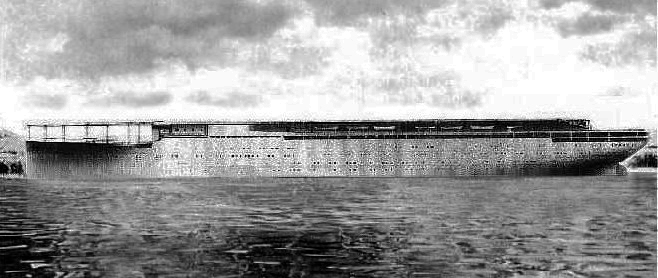
El Augustus prácticamente transformado en el Sparviero

En 1936 surgió por primera vez la idea de remodelar el transatlántico "Augustus" de la Societá di Navigazione Generale Italiana, el que era, en su día, el mayor barco mercante de Italia, con sus más de 30.000 toneladas, para convertirlo en portaaviones.
Esta idea no se llevaría a la práctica hasta 1941 cuando tras la Batalla del Cabo Matapán, la Regia Marina comprendió la necesidad de tener un portaaviones. Así, en julio de 1941 fue cursada la orden pertinente para transformar los trasatlánticos "Roma" y "Augustus" en portaaviones que llevarían los nombres de Aquila (Águila) y Falco (halcón). El Aquila sería un portaaviones de escuadra mientras que por razones económicas el Falco sería portaaviones de escolta. Ninguno de los dos fue terminado.
En 1943 después se le volvió a renombrar como "Sparviero" (Gavilán). La transformación debía ser mucho menos profunda que en el "Aquila", limitándose a construir una cubierta de vuelo sin isla, y respetando las líneas generales del buque así como sus máquinas que le proporcionaban una velocidad de sólo 18 nudos.
En abril de 1943 su transformación estaba prácticamente parada, y en septiembre de 1943, cuando Italia firmó el armisticio, su transformación estaba muy retrasada aún, siendo apresado por los alemanes en Génova, quienes lo hundieron el 5 de octubre de 1944 como medio para bloquear el puerto, recuperándose más tarde para ser desguazado.